# Philippe Troussier
Philippe Omar Troussier (Párizs, 1955. március 21. –) francia labdarúgó, edző.

## Pályafutása

### Klubcsapatokban
1976 és 1977 között a francia másodosztályban szereplő Angoulême játékosa volt. 1977 és 1978 között a Red Star csapatában játszott. 1978-tó 1981-ig a Rouen együttesében szerepelt. 1981 és 1983 között a Stade Reimst erősítette. Az egész játékos-pályafutását másodosztályú csapatoknál töltötte. 28 évesen visszavonult és edzősködni kezdett.

### Edzőként
1983-ban az INF Vichy volt az első csapata edzőként. 1984-től 1987-ig az alacsonyabb osztályú Alençont edzette. 1987-ben korábbi klubcsapata, a Red Star edzője lett. 1989-ben a Créteil-Lusitanos, majd azt követően 1989 és 1992 között az ASEC Mimosas csapatánál dolgozott. 1993-ban kinevezték az elefántcsontparti válogatott szövetségi kapitányának, de nem sikerült kijuttatni a válogatottat az 1994-es világbajnokságra. Ezt követően a dél-afrikai Kaizer Chiefs együttesénél dolgozott egy rövid ideig. 1995-ben a marokkói FUS Rabatnál vállalt munkát, ahol két évig dolgozott. 1997-ben négy mérkőzésen ült a nigériai válogatott kispadján és ezalatt kijuttatta a válogatottat az 1998-as világbajnokságra, de a Nigériai labdarúgó-szövetség úgy döntött, hogy felmondja a szerződést Troussierrel és inkább a nagyobb tapasztalattal rendelkező Bora Milutinovićot bízták meg azzal, hogy készítse fel a csapatot a tornára. Azonban Troussier gyorsan új állást talált és kinevezték a Burkina Fasó-i válogatott élére, amely az 1998-as afrikai nemzetek kupája rendezője is volt egyben. Rövid időszaka alatt az elődöntőig vezette a csapatot, ahol 2–0-ás vereséget szenvedtek a későbbi tornagyőztes Egyiptom ellen és a bronzmérkőzésen büntetőkkel maradtak alul a Kongói DK csapatával szemben. Ettől függetlenül ez volt a Burkina Fasó-i válogatott történetének legjobb eredménye és erre felfigyelt a Dél-afrikai labdarúgó-szövetség, amely felajánlotta Troussiernek, hogy irányítsa a nemzeti csapatot az 1998-as világbajnokságon, azonban nem tudta hozni a hasonló jó eredményt és már a csoportkör után kiestek a tornáról. Ezt követően távozott Afrikából.
1998-ban Japánba szerződött és kinevezték a japán válogatott szövetségi kapitányi posztjára. Nem kis feladatot kapott, mivel Japán volt a 2002-es labdarúgó-világbajnokság egyik társrendezője és az eseményre fel kellett készíteni a csapatot. Az 1999-es Copa Américán vendégszereplőként vettek részt és a csoportkör után kiestek. A szereplés csalódást váltott ki, amiért Troussier elsősorban a fiatalabb labdarúgókat szerepeltette. Ennek oka, hogy az 1999-es ifjúsági világbajnokságon jó teljesítményt nyújtva a döntőbe juttatta az U20-as válogatottat és végül a második helyen zárták a tornát. A Sydney-ben rendezett 2000. évi nyári olimpiai játékokon is Troussier irányította az U23-as csapatot. A játékosok többsége részt vett a 2000-es Ázsia-kupán is, amit megnyertek és ezzel a sikerrel magabiztosan készülhettek a 2002-es világbajnokságra, ahol a legjobb 16-ig jutottak, ami Japán valaha volt legjobb helyezése volt.
2003-ban a katari válogatott szövetségi kapitánya lett és kivezette a csapatot a 2004-es Ázsia-kupára, ahol már a csoportkörben kiestek. A 2006-os világbajnokság selejtezőit nem kezdte jól a katari válogatott, ezért felbontották a szerződését. 2004 novemberében az Olympique de Marseille együttesénél vállalt munkát. A szezo végén az ötödik helyen végeztek a bajnokságban és Troussier távozott. Visszatért Afrikába és a marokkói válogatott szövetségi kapitánya lett, miután az ország nem jutott ki a 2006-os világbajnokságra. A Marokkói Királyi labdarúgó-szövetség azonban két hónapos irányítás után elbocsátotta véleménykülönbség miatt. 2007-ben rövid ideig a FAR Rabat edzője volt. 2008-tól 2010-ig ismét Japánban dolgozott sportigazgatóként. 2011 és 2013 között a Shenzhen Ruby együttesénél dolgozott Kínában. 2014. június 30-án a tunéziai CS Sfaxien szerződtette, de mindössze három hónapot töltött a klubnál. 2015-ben visszatért Kínába a Hangcsou Greentown csapatához. 2017 és 2018 között a Csunking Liangjiang technikai vezetője volt. 2018 és 2024 között Vietnamban dolgozott a PVF Akadémián, miközben különböző korosztályos válogatottakat irányított. 2023 és 2024 a vietnami válogatott szövetségi kapitánya volt.

## Sikerei, díjai
ASEC Mimosas
- elefántcsontparti bajnok (3): 1990, 1991, 1992

Japán U20
- Ifjúsági világbajnokság döntős (1): 1999

Japán
- Ázsia-kupa győztes (1): 2000
- Konföderációs kupa döntős (1): 2001

Egyéni
- Az év edzője Ázsiában (1): 2000